# السيلة (حضرموت)
السيله هي إحدى قرى الجمهورية اليمنية. وهي تتبع جغرافيًا لمحافظة حضرموت. وإداريًا لمديرية غيل بن يمين. يبلغ تعداد سكانها 1455 نسمة حسب الإحصاء الذي جرى عام 2004.